# Суда типа катамаран проекта CD342
Проект разрабатывался совместно Дальневосточной компанией ОАО «Композитное Кораблестроение» и Австралийской компанией Incat Crowhter Pty Ltd — лидером в области проектирования и строительства скоростных пассажирских катамаранов. Проект стал важным этапом в освоении новых технологий судостроения. Полученный опыт позволит проектировать и строить более высокотехнологичные, комфортабельные, экономичные суда в сжатые сроки, которые будут востребованы как на внутреннем (судно получило класс РМРС), так и на внешнем рынке.

## Конструкция
Катамаран создавался для перевозки до 425 пассажиров в прибрежной зоне морей. Конструктивно судно состоит из двух симметричных корпусов, соединенных между собой с помощью моста и размещенной на нем двухъярусной надстройкой. Такая конфигурация судна позволяет добиться максимальной скорости на взволнованной поверхности. В надстройке размещаются пассажиры и технические зоны экипажа для обслуживания пассажиров. Рулевая рубка находится в передней части надстройки верхнего яруса и оборудована панорамным остеклением. В ней предусмотрен пост управления судном и главными двигателями, пост навигации и связи, предусмотрен вывод панелей индикации системы трюмных помп и противопожарной сигнализаций. Для размещения навигационных огней и приемопередающих устройств применяется сигнальная мачта. Конструктивный материал корпуса, надстройки, рубки и мачты — пластик (композитные сэндвич панели), данный материал позволяет значительно уменьшить массу конструкции судна, обеспечить лучшую звуко и теплоизоляцию помещений. В корпусах катамарана размещаются двигатели, движители, рули, топливо и балласт.
Судно проекта CD342 может быть оборудовано различными вариантами пассажирского салона, от прогулочно-экскурсионного до судна VIP класса.

## Производство в России
14 сентября 2010 года Департаментом промышленности и транспорта Приморского края был объявлен открытый конкурс на строительство двух пассажирских судов, необходимых для транспортного обеспечения саммита АТЭС. Источник финансирования — бюджет Приморского края. Строящиеся суда должны иметь следующие характеристики: длина от 26 до 30 м, осадка не более 2 м, скорость не менее 24 узлов, пассажировместимость от 125 до 250 человек, корпус первого судна — из алюминиево-магниевого сплава, второго — пластиковый. Салон главной палубы должен иметь не менее 84 посадочных мест, салон второй палубы — не менее 40 посадочных мест. Максимальная цена каждого судна была определена в 100 млн рублей. Согласно размещенному 27 октября 2010 года на сайте Администрации края протоколу рассмотрения заявок, в конкурсе изъявил желание участвовать только один участник — ОАО «Восточная верфь». 15 ноября с этим предприятием были заключены контракты за номерами 6 и 7 на поставку двух катамаранов в срок до ноября 2011 года. Договор на строительство третьего катамарана проекта CD342 был заключен 16 декабря 2011 г. между КГУП «Госнедвижимость» и ООО «Пасифико Марин». В реализации проекта участвовали ЗАО "Группа Компаний «Морская Техника», ЗАО «ВЕК Технология» и ОАО «ВП ЭРА».
К саммиту стран Азиатско-Тихоокеанского экономического сотрудничества (АТЭС) 2012 года во Владивостоке должны были построить три катамарана, стоимостью каждого более 100 млн руб. Они строились по заказу администрации Приморья и КГУП «Госнедвижимость». Судостроители не уложились в срок, и в итоге заказчиком был принят только один катамаран «Москва» заложенный и построенный на «Восточной Верфи». От приема катамаранов «Санкт-Петербург» и «Владивосток» заказчики отказались.

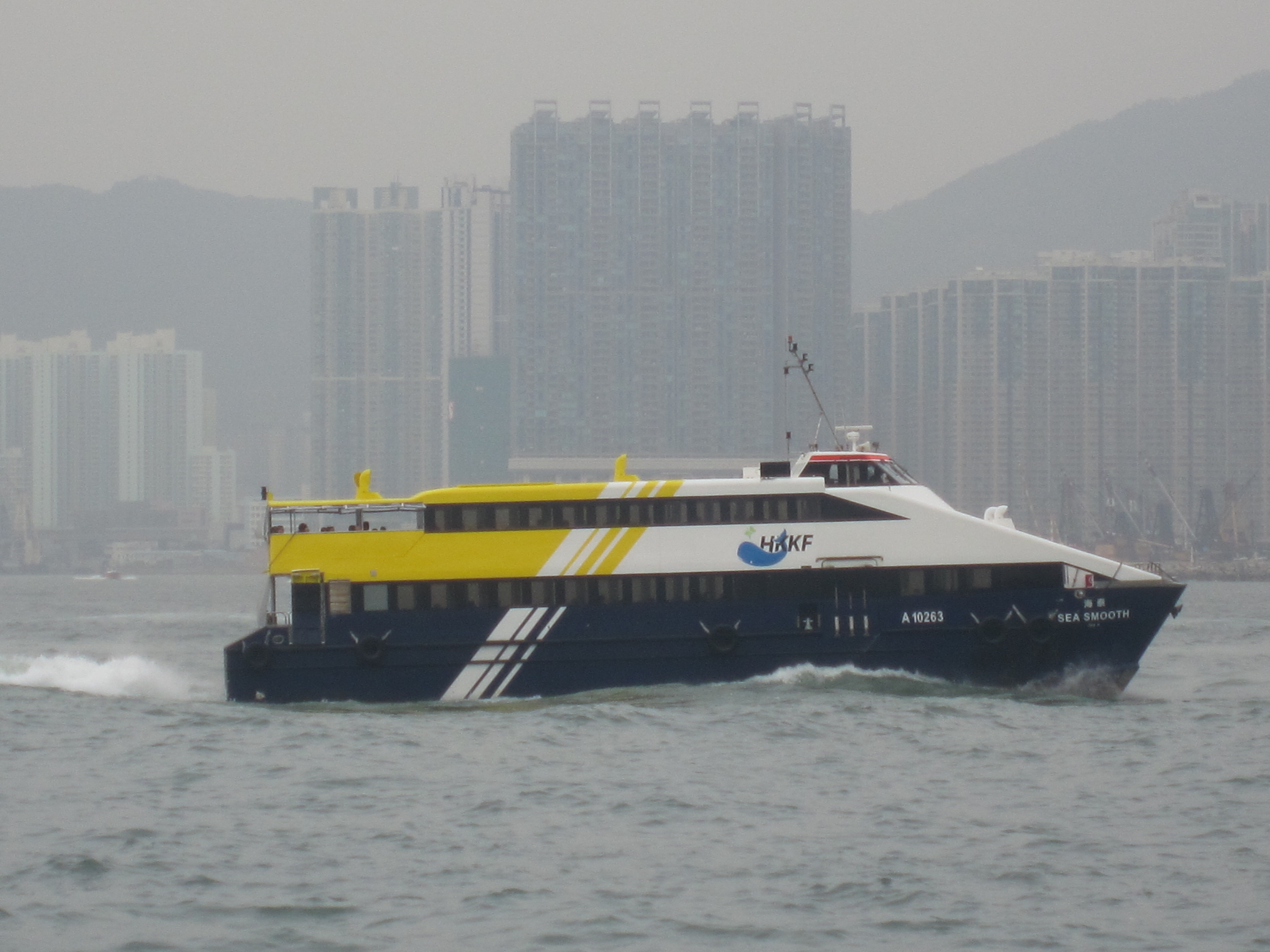
Sea Smooth

По данным реестра контрактов первый катамаран «Москва» был передан заказчику 28 августа 2012 года. И в связи с не поставкой в установленный срок второго катамарана «Санкт-Петербург» госзаказчиком 11 сентября 2012 г. было выставлено претензионное заявление, и 5 октября контракт был расторгнут, поставщик произвел возврат денежных средств в размере 100 млн руб. 1 октября заказчиком была выставлена пеня за несвоевременное исполнение контракта в размере 7 235 600 руб. На январь 2013 года дело А51-30391/2012 было на рассмотрении в Арбитражном суде Приморского края. Так же в Арбитражном суде Приморского края в начале 2013 года начато рассмотрение двух других дел. Первое А51-27912/2012 — о расторжении договора и обязании ООО «Пасифико Марин» вернуть заказчику 110 млн руб., второе за номером А51-27881/2012 — о взыскании неустойки в размере 4,98 млн руб. Нарушение сроков сдачи катамарана «Владивосток» было вызвано, в основном, из-за претензий ОАО «Восточная верфь» к ООО «Пасифико Марин» и оспаривании прав на катамаран. Руководство ООО «Пасифико Марин» обратилось к президенту России Владимиру Путину с открытым письмом в котором просило разобраться с ситуацией вокруг катамаранов, построенных для саммита АТЭС-2012.

## Катамараны серии
| Зав. №   | Имя             | Верфь               | Закладка   | Спуск на воду | Ввод в строй | Двигатели        | Принадлежность                   |
| -------- | --------------- | ------------------- | ---------- | ------------- | ------------ | ---------------- | -------------------------------- |
|          | Sea Supreme     | Cheoy Lee Shipyards | 1997       |               | 1999         | Cummins KTA38-M1 | Hong Kong & Kowloon Ferry        |
|          | Sea Superior    | Cheoy Lee Shipyards | 1997       |               | 2003         | Cummins KTA38-M1 | Hong Kong & Kowloon Ferry        |
|          | Sea Success     | Cheoy Lee Shipyards | 1997       |               | 2002         | Cummins KTA38-M1 | Hong Kong & Kowloon Ferry        |
|          | Sea Smooth      | Cheoy Lee Shipyards | 2000       |               | 2003         |                  | Hong Kong & Kowloon Ferry        |
|          | Sea Superb      | Cheoy Lee Shipyards | 2000       |               | 2010         | Cummins KTA38-M2 | Hong Kong & Kowloon Ferry        |
|          | Sea Serene      | Cheoy Lee Shipyards | 2000       |               | 2010         | Cummins KTA38-M2 | Hong Kong & Kowloon Ferry        |
|          | Sea Speed       | Cheoy Lee Shipyards | 2009       |               | 2012         |                  | Hong Kong & Kowloon Ferry        |
|          | Sea Spirit      | Cheoy Lee Shipyards | 2012       |               | 2013         |                  | Hong Kong & Kowloon Ferry        |
| CD342/01 | Москва          | Восточная верфь     | 25.01.2011 |               | 2012         | MTU 10V2000 M72  | Администрация Приморского края   |
| CD342/02 | Владивосток     | Пасифико Марин      |            |               |              | MAN D2862LE463   | в 2014 году выставлен на продажу |
| CD342/03 | Санкт-Петербург | Восточная верфь     |            |               |              | MTU 10V2000 M72  | в 2014 году выставлен на продажу |

### Серия из 3-х катамаранов укороченной длины (20 м.)
| Зав. № | Имя        | Верфь               | Закладка | Спуск на воду | Ввод в строй | Двигатели | Принадлежность            |
| ------ | ---------- | ------------------- | -------- | ------------- | ------------ | --------- | ------------------------- |
|        | Sea Sprint | Cheoy Lee Shipyards | 1997     |               | 1998         |           | Hong Kong & Kowloon Ferry |
|        | Sea Strike | Cheoy Lee Shipyards | 1998     |               | 1999         |           | Hong Kong & Kowloon Ferry |
|        | Sea Smart  | Cheoy Lee Shipyards | 1998     |               | 2000         |           | Hong Kong & Kowloon Ferry |

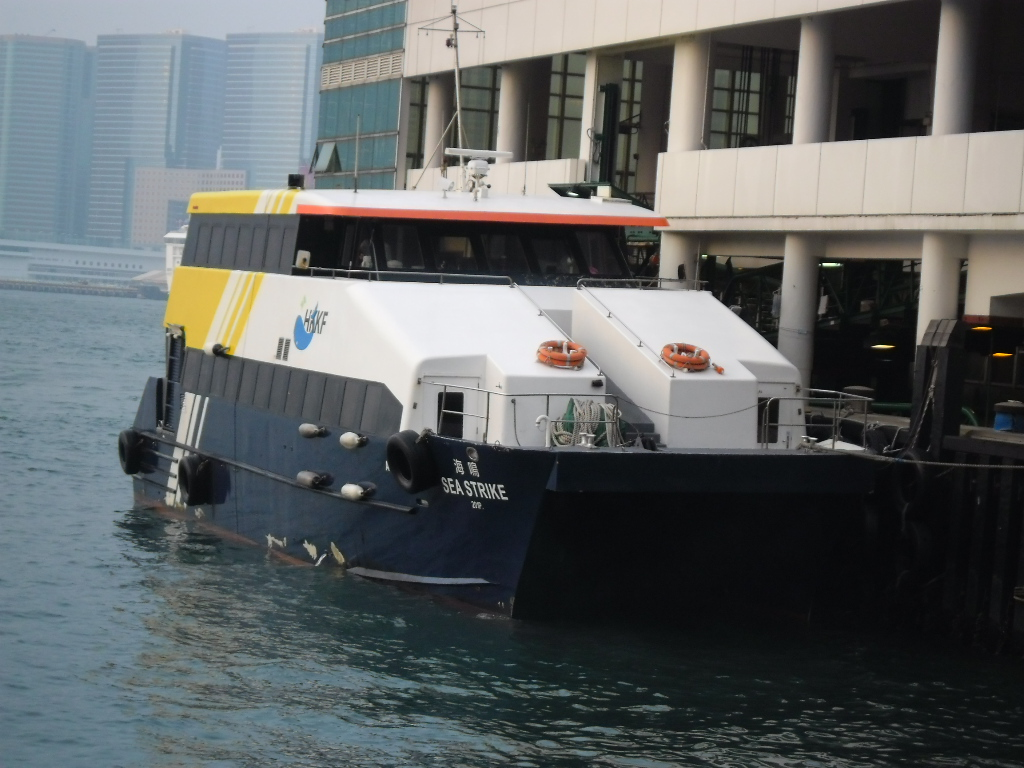
Sea Strike
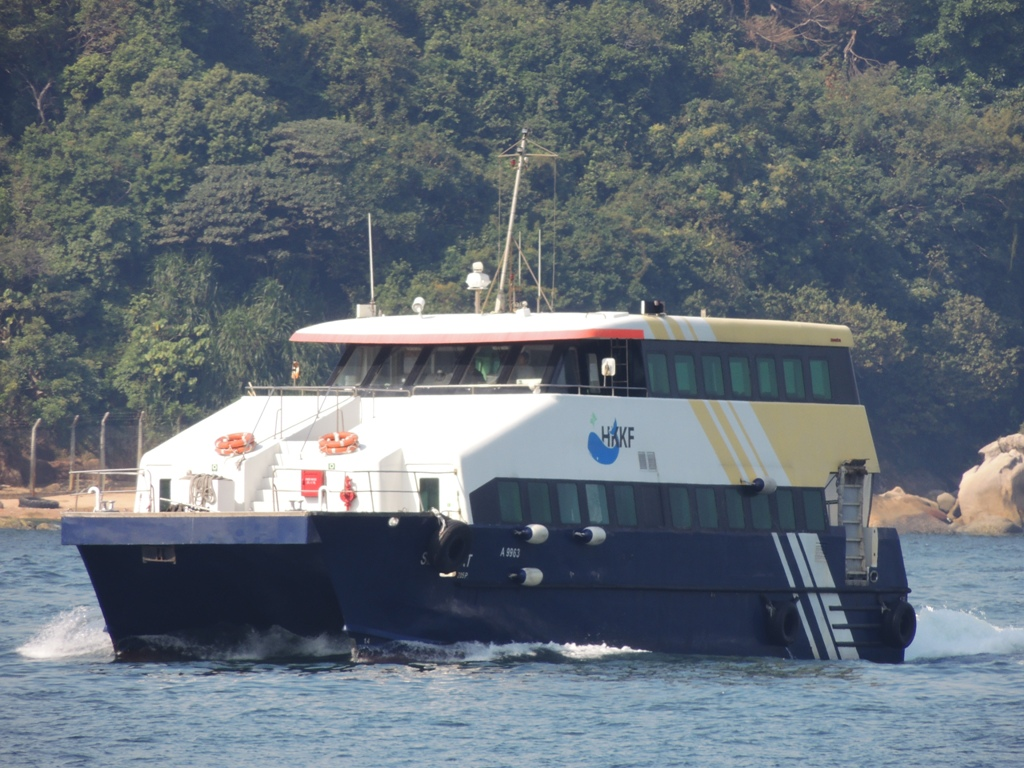
Sea Smart